# لوكاس ينسن (لاعب كرة قدم)
لوكاس ينسن (بالدنماركية: Lukas Jensen)‏ هو لاعب كرة قدم دنماركي في مركز حراسة المرمى، ولد في 18 مارس 1999. لعب مع نادي بيرنلي.